# Dori Sakurada
Dori Sakurada (桜田 通?, Sakurada Dōri; Tokyo, 7 dicembre 1991) è un attore, modello e cantante giapponese.
È conosciuto soprattutto per il suo ruolo di Ryoma Echizen come parte del cast Seigaku di terza generazione nei musical di The Prince of Tennis e per il ruolo di Suguru Niragi nella serie TV Netflix Alice in Borderland.

## Biografia

### Carriera
Dori Sakurada è nato il 7 dicembre 1991 a Tokyo, Giappone. All’età di 11 anni, mentre tornava a casa con sua madre, fu notato da un talent scout e poco dopo entrò a far parte della sua attuale agenzia, la Amuse. Mentre frequentava le scuole medie ha preso lezioni di canto, ballo e recitazione. Nel 2005, è stato scelto per interpretare la parte del protagonista Ryoma Echizen in un musical adattato dall'anime The Prince of Tennis, Tenimyu. La decisione suscitò molto scalpore in quanto, a soli 14 anni, era il membro più giovane del cast. Nello stesso anno, ha debuttato in televisione in un episodio della serie TV Ruri's Island. Dopo aver interpretato il ruolo di Ryoma Echizen per oltre due anni, la sua carriera ebbe una svolta nel 2008, quando ha interpretato il ruolo di Kotaro Nogami in Saraba Kamen Rider Den-O: Final Countdown. Il film fu un successo in Giappone, classificandosi secondo al box office nella settimana di apertura e guadagnando un totale di ¥720 milioni.
Nel 2013 ha preso una pausa dalla recitazione per proseguire i suoi studi a Londra. In un'intervista nel 2019, ha rivelato che la decisione è arrivata dalla volontà di voler esplorare altre carriere, in quanto stava lentamente perdendo la motivazione e la passione per la recitazione, dal momento che quel percorso non era stato una sua scelta. Nonostante questo, fece ritorno in Giappone dopo soli 6 mesi. Ha ammesso che il tempo passato in Inghilterra ha cambiato in modo repentino il suo atteggiamento nei confronti del lavoro, rinnovando la sua volontà di succedere nell'industria dell'intrattenimento e che, questa volta, la scelta di diventare un attore era stata pienamente sua. A partire da quel momento è apparso in film come Orange (2015) e Let Me Eat Your Pancreas (2017), e in serie TV come Scum's Wish (2017), Coffee & Vanilla (2019) e Alice in Borderland (2020).
Oltre ad essere un attore, Dori Sakurada scrive e produce la sua musica, e ha rilasciato il suo primo EP, Sakura da Festa Best, nel 2019, esibendosi anche live nel suo fan event annuale, Sakura da Festa, dal 2016.
Nel 2020 ha creato il suo fanclub ufficiale, la Sakura da Space Society.
Nel 2022 ha completato il suo primo tour, chiamato Dori Sakurada ZEPP TOUR 2022: Anniversary to the next level, esibendosi a Tokyo, Osaka, Nagoya e Yokohama.

### Vita privata
Chiamato così in onore di Sakurada-dori Avenue a Tokyo, Dori Sakurada ha un fratello ed una sorella maggiori e una sorella minore. Ha frequentato la Meguro Nihon University High School, dove giocava spesso a tennis e pallacanestro. Nel 2002, lo stesso anno in cui fu scoperto, prese un bassotto di nome Fanta. Dopo la morte dell'animale nel 2019, ha centrato tutto il tema e il design del sito del suo fanclub su Fanta e al suo interesse per lo spazio.
Il suo musicista preferito è la rock band giapponese UVERworld. Dopo aver conosciuto il cantante della band TAKUYA∞ durante una lezione di canto, è diventato subito un fan, comprando immediatamente tutti i loro CD. Da quel momento, i due sono diventati amici stretti, Dori è spesso stato visto indossare un anello d'oro regalatogli da Takuya∞ per il suo 18° compleanno e gli UVERworld hanno anche composto la colonna sonora del film di Sakurada Marching: Ashita e (2014).
È molto amico dell'attore Kento Yamazaki, che ha conosciuto sul set di Baseball Brainiacs (2014), e da quel momento hanno lavorato insieme in vari film e serie TV. Nel programma The World's Ashtonishing News!, Kento ha rivelato che lui, Dori e le loro madri hanno passato insieme l'arrivo del nuovo anno nel 2020 con una gita ad Hakone. È anche molto amico di Takeru Satō e Ryūnosuke Kamiki, entrambi ex-artisti della sua agenzia, Amuse.

## Spettacoli teatrali e musical
- Tenimyu: The Prince of Tennis Musical: Advancement Match Rokkaka feat. Hyotei Gekuen (2006)
- Tenimyu: The Prince of Tennis Musical: Absolute King Rikkai feat. Rokkaku ~ First Service (2006 - 2007)[21]
- Frogs (2007)
- Tenimyu: The Prince of Tennis Musical: Dream Live 4th (2007)[22]
- Online 2: Roomshare (2007)
- Tenimyu: The Prince of Tennis Musical: Absolute King Rikkai feat. Rokkaku ~ Second Service (2007)[23]
- Frogs: Replay (2007 - 2008)[24][25]
- Tenimyu: The Prince of Tennis Musical: Dream Live 7th (2010, guest star)
- Black & White (2010)[26]
- Pinocchio (2011)
- Mystic Topaz (2011)[27]
- Rock ☆ Opera "Psychedelic Pain" (2015)[28]

## Filmografia

### Televisione
- Ruri no Shima (瑠璃の島) - serie TV, 1 episodio (2005)[5]
- Tokyo Girl (東京少女) - serie TV, 2 episodi (2008)[29]
- Hokaben: Case Files of a Rookie Lawyer (ホカベン) - serie TV, 2 episodi (2008)[30]
- Kamen Rider Decade (仮面ライダーディケイド) - serie TV, 1 episodio (2009)[31]
- Samurai High School (サムライ・ハイスクール) - serie TV (2009)[32]
- Shirayuri Kyodai no Handsome na Shokutaku (白百合兄弟のハンサムな食卓) - serie TV (2009)[33]
- Arienai! (あり得ない!) - serie TV, 1 episodio (2010)[34]
- 853: Detective Kamo Shinnosuke (853〜刑事・加茂伸之介) - serie TV, 1 episodio (2010)[35]
- General Rouge no Gaisen (ジェネラル・ルージュの凱旋) - serie TV, 1 episodio (2010)[36]
- Clone Baby (クローンベイビー) - serie TV, 3 episodi (2010)
- Koi Choco: Bittersweet Angel - serie TV (2011)[37]
- Sign (サイン) - serie TV, (2011)[38]
- Misaki Number One!! (美咲ナンバーワン!!) - serie TV, 1 episodio (2011)[39]
- Sūgaku Joshi Gakuen (数学女子学園) - serie TV (2012)
- Shiritsu Bakaleya Kōkō (私立バカレア高校) - serie TV, 1 episodio (2012)[40]
- Koibumi Biyori (恋文日和) - serie TV, 1 episodio (2014)
- Baseball Brainiacs (弱くても勝てます〜青志先生とへっぽこ高校球児の野望〜) - serie TV (2014)[41]
- Rikei No Hitobito (理系の人々) - serie TV (2014)[42]
- Atelier (ア ン ダ ー ウ ア) - serie TV (2015)[43]
- Hatsukoi Geinin (初恋芸人) - serie TV (2016)[44]
- Otoko to Onna no Mystery Jidaigeki - serie TV, 1 episodio (2016)[45]
- Koe Koi (こえ恋) - serie TV (2016)
- Hope: Kitai Zero no Shinnyu Shain (HOPE〜期待ゼロの新入社員〜) - serie TV (2016)[46]
- Love Love Alien (ラブラブエイリアン) - serie TV (2016)[47]
- Onnatachi no Tokusou Saizensen (女たちの特捜最前線) - serie TV, 1 epsiodio (2016)[48]
- Good Morning Call (グッドモーニング・コール) - serie TV (2016 - 2018)
- Scum's Wish (クズの本懐) - serie TV (2017)[49]
- The Courage to be Disliked - (2017)[50]
- Maji de Kōkai Shitemasu (マジで航海してます。～) - serie TV (2017)[51]
- CSI: Crime Scene Talks Season 4 (遺留捜査) - serie TV, 1 episodio (2017)[52]
- My Lover's Secret (愛してたって、秘密はある) - serie TV, 1 episodio (2017)[53]
- Sannin no Papa (３人のパパ) - serie TV, 1 episodio (2017)[54]
- Keishicho Ikimono Gakari (警視庁いきもの係) - serie TV, 1 episodio (2017)[55]
- Keiji 7 nin (刑事7人) - serie TV, 1 episodio (2018)[56]
- ROAD TO EDEN - serie TV (2018)[57]
- Hana Nochi Hare: HanaDan Next Season (花のち晴れ〜花男 Next Season〜) - serie TV, 3 episodi (2018)[58]
- Perfect Crime (不能犯) - serie TV (2019)[59]
- Coffee & Vanilla - serie TV (2019)[60]
- Watashi, Teiji de Kaerimasu (わたし、定時で帰ります。) - serie TV (2019)[61]
- Guilty: Kono Koi wa Tsumi Desuka (ギルティ〜鳴かぬ蛍が身を焦がす〜) - serie TV, 2 episodi (2020)[62]
- Detective Novice (未満警察 ミッドナイトランナー) - serie TV, 1 episodio (2020)[63]
- Alice in Borderland - serie TV (2020 - 2022)[64]
- 3B no Koibito (3Bの恋人) - serie TV (2021)[65]
- Il regista nudo (全裸監督) - serie TV, 1 episodio (2021)[66]
- Chimudondon (ちむどんどん) - serie TV, 2 episodi (2022)[67]
- Fukumen D (覆面D) - serie TV (2022)[68]
- Cool Doji Danshi (クールドジだんし) - serie TV (2023)[69]

### Cinema
- Ashita no Watashi no Tsukurikata (あしたの私のつくり方), regia di Jun Ichikawa (2007)
- Aquarian Age: Juvenile Orion (アクエリアンエイジ　劇場版), regia di Hidetaka Tahara (2008)[70]
- Frogs on screen, regia di Katsunori Sato (2008)
- Farewell, Kamen Rider Den-O: Final Countdown (劇場版 さらば仮面ライダー電王 ファイナル・カウントダウン), regia di Osamu Kaneda (2008)
- Cho Kamen Rider Den-O & Decade Neo Generations: The Onigashima Warship (劇場版 超・仮面ライダー電王&ディケイド NEOジェネレーションズ 鬼ヶ島の戦艦), regia di Ryuta Tasaki (2009)[71]
- Cafe Daikanyama III: Sorezore no Ashita (カフェ代官山 III ～それぞれの明日～), regia di Masatoshi Tojo (2009)[72]
- Umi no Ue no Kimi wa, Itsumo Egao (海の上の君は、いつも笑顔。), regia di Ichiro Kita (2009)[73]
- Il ritostorante dell'amore ritorvato, regia di Mai Tominaga (2010)[74]
- Beck (ベック), regia di Yukihiko Tsutsumi (2010)[75]
- Kamen Rider × Kamen Rider × Kamen Rider The Movie: Cho-Den-O Trilogy – Episode Blue (EPISODE BLUE 派遣イマジンはＮＥＷトラル), regia di Kenzō Maihara (2010)[76]
- Ōsama Game (王様ゲーム), regia di Norio Tsuruta (2011)[77]
- OOO, Den-O, All Riders: Let's Go Kamen Riders (オーズ・電王・オールライダー レッツゴー仮面ライダー), regia di Osamu Kaneda (2011)[78]
- Marching: Ashita e (MARCHING-明日へ-), regia di Shinichi Nakada (2014)[79]
- The Werewolf Game: The Beast Side, regia di Izuru Kumasaka (2014)[80]
- Gajimaru Shokudo no Koi (がじまる食堂の恋), regia di Kentaro Otani (2014)[81]
- As the Gods Will (神さまの言うとおり), regia di Takashi Miike (2014)
- Orange (オ レ ン ジ), regia di Kōjirō Hashimoto e Hiroyuki Igoshi (2015)[82]
- Shûkatsu, regia di Seiji Chiba (2016)[83]
- Zenin, Kataomoi: Boku no Sabotin, (2016)[84]
- Let Me Eat Your Pancreas (君の膵臓をたべたい), regia di Shō Tsukikawa (2017)[85]
- Walking with My Grandma (ばぁちゃんロード), regia di Tetsuo Shinohara (2018)[86]
- Even: Kimi ni Okuru Uta (EVEN 君に贈る歌), regia di Toshiro Sonoda (2018)[87]
- Science Fell in Love, So I Tried to Prove It (理系が恋に落ちたので証明してみた。), regia di Masatsugu Asahi e Toshihiro Sato (2019)
- Back Street Girls: Gokudols (ゴクドルズ), regia di Keinosuke Hara (2019)
- La (RA | ラ), regia di Tomohiro Takahashi (2019)[88]
- Grown-ups (わたし達はおとな), regia di Takuya Kato (2022)[89]
- We're Broke, My Lord! (大名倒産), regia di Tetsu Maeda (2023)[90]

### Animazione
- Scum's Wish come Ori Kurada (2017)

## Videografia
- 2008 -  Jyongri - Winter Love Story
- 2010 - monobright - Ame ni Utaeba
- 2012 - AKB48 - Gingham Check
- 2012 -  Lisa Halim - I Still Love You
- 2016 - AKB48 - Tsubasa wa Iranai
- 2016 - Magic of Life - Aoi Signal
- 2019 - Da-iCE - Kumu wo Nuketa Aozora

## Discografia

### EP
- 2018 - Even: A Song for You (Complete Edition)[91]
- 2019 - Sakura da Festa Best[10]

### Singoli
- 20 marzo 2019 - から新曲 (Seize the Day)
- 28 febbraio 2020 - Don't step on me
- 28 febbraio 2020 - あの空へ (Anosorahe)
- 28 febbraio 2020 - Kodou, tratto dal film "La" (2019)
- 3 marzo 2020 - Kibounorizumu, tratto dal film "La" (2019)
- 4 ottobre 2021 - One Word

### Ulteriori lavori
- 2006 - The Prince of Tennis Musical: Best Actors Series 005 - Album[92]
- 2009 - 超 Climax Jump (Super Climax Jump) - registrato da Den-O All Stars" per il film Cho Kamen Rider Den-O & Decade Neo Generations: The Onigashima Warship
- 2010 - Double-Action Strike Form - canzone finale di Kamen Rider Den-O[93]
- 2011 - Sign - tema della serie TV Sign[38]

## Opere

### Libri forografici
- 20th Anniversary limited edition Doriblog, 2011, Amuse
- Dori Sakurada first photo book "Sakurada", Wani Books, 2014, {{ISBN|978-4-8470-4650-6}}
- Sakura da Festa 2016～Music for my friends～ CD＆Photobook, 2016, Amuse[94]
- "Shiro to Ito" Photobook collaboration, 2016, Amuse[95]
- Sakura da Festa 2017 ~Wonderful Encounter~ CD & Photobook, 2017, Amuse[94]
- Sakura da Festa Birthday Tour CD & Photobook, 2018, Amuse[94]
- Good Rocks! Vol. 102, Amuse, 2019 {{ISBN|978-4-401-76270-5}}
- Dori Sakurada second photo book "The 27 Club" , Amuse, 2019, {{ISBNǃ978-4-909852-04-5}}
- Dori Sakurada Zepp Tour 2022 "Anniversary to the next level" Live Blu-ray & Photobook, 2022, Amuse[96]

## Campagne pubblicitarie
- P&G "Lumines" (2006)[97]
- Uniqlo "Christmas for that person: Print fleece" (2007)[98]
- Fujifilm "Fujicolor: New Year's postcard ~Mr. Okubo's hobby" (2013)
- Sankei Shimbun "Sankei Express" (2013)
- Tokyo One Piece Tower "Point of View" (2015)[99]
- WonderPlanet's Crash Fever "Disgusting Boss: Read Through" (2016)[100]
- WonderPlanet's Crash Fever "Disgusting Boss: Nyan Nyan" (2016)[100]
- Danone Japan Oikos Greek yoghurt "Jaw Kui" (2017)[101]
- Isehan "Heroine Make Volume Control Mascara" (2018)
- Adidas "Training Athletic 2020SS" (2020)[102]
- Pokémon "Family Pokémon card game: Sword and Shield" (2021)[103]
- Pokémon "Family Pokémon card game: Start Deck 100" (2021)[104]
- Yves Rocher "Au Fresh Fragrance: My Vanilla Garden" (2021)[105]
- Smooth Skin "Smooth Skin Bare Smart" (2021)[106]